# 小堀阿吉雄
小堀 阿吉雄（こぼり あきお、1920年〈大正9年〉3月5日 - 1980年〈昭和55年〉6月8日）は、日本の俳優。東京市（現在の東京都）出身。本名は堀江 計作（）。別名は小堀 明男（読み同じ）、小堀 阿吉男。

## 経歴
4歳で新派の舞台を踏む。文京区立金富小学校から1926年に京華中学校に入学。1930年に中退し井上正夫に師事し俳優を目指す。1941年に横須賀重砲連隊に入隊。同年小堀よね子と結婚。1945年12月に復員し、1947年7月に東横映画にスカウトされ、同年12月の片岡千恵蔵主演の映画『三本指の男』に小堀明男の芸名でデビュー。
1948年4月に正式入社。1951年に大映京都撮影所に移籍。1952年3月に東宝で脇役として出演した後、同年12月のマキノ雅弘監督の映画『次郎長売り出す』の主演に抜擢。以後、『次郎長三国志』のタイトルで傑作シリーズとなった。
1957年9月にフリーとなって大映、松竹、新東宝の時代劇を中心に数多くバイプレイヤーとして出演した。しかし、1970年の日活ニュー・アクション『斬り込み』を最後に映画界を離れ、舞台に専念した。芸名は1959年に小堀阿吉雄と改名。1961年に明男に戻すも1976年に阿吉男と改名した。
1980年6月8日に死去。なお、訃報は新聞などでは報道されず、雑誌『演劇界』の編集部が読者の問い合わせに応じて、小堀の親族にその消息を確認したことによって明らかになった。

## 家族
- 小堀誠（父親、俳優）[2]
- 小堀ぎん（母親）
- 小堀よね子（妻）

## 代表作品

### 映画
- 「三本指の男」（1947年12月9日）
- 「新鞍馬天狗」シリーズ（1954年10月6日〜1955年6月14日）
- 「次郎長三国志シリーズ」（1952年12月4日〜1954年7月14日）
- 「空の大怪獣 ラドン」（1956年12月26日） - 西村警部[2][1][3]
- 「大東京誕生 大江戸の鐘」（1958年、大曽根辰保監督、松竹）- 松平容保
- 「風来物語 仁侠篇」（1959年10月28日）
- 「風来物語 あばれ飛車」（1960年9月28日）
- 「大菩薩峠 竜神の巻」（1960年12月27日）
- 「動乱」（1980年1月15日）

### テレビドラマ
- 「銭形平次捕物控」（1958年7月7日〜1960年6月27日）若山富三郎版
- 「矢車剣之助」（1959年5月15日〜1961年2月3日）
- 「お笑い清水港」（1959年6月14日〜1960年4月10日）
- 「織田信長」（朝日放送、1962年11月4日〜1963年10月27日）：織田信秀
- 「姿三四郎」（フジテレビ/日本電波映画、1963年11月18日〜1964年5月11日）
- 「柔」（1964年10月27日〜1965年4月13日）
- 「柔一筋」（1965年4月27日〜1965年9月28日）
- 「三匹の侍」第13話「ああ義侠伝」（フジテレビ、1965年12月30日）
- 「遠山の金さん」第4話、第5話「梅にかんざし(前編)・(後編)」（日本テレビ、1967年7月13日・20日）市川新之助版
- 「ミラーマン」 第7話「打倒！人体侵略作戦」（フジテレビ、1972年1月23日）[1]
- 「水戸黄門 第3部」第27話「夕映えの対決 -宮崎-」（TBS/C.A.L、1972年5月29日）：百々の逸平
- 「必殺仕掛人」 第24話「士農工商大仕掛け」（1973年、ABC / 松竹） - 雲覚
- 「破れ傘刀舟悪人狩り」最終話「さらば刀舟江戸の街」（テレビ朝日/三船プロダクション、1977年3月29日） - 沼田玄伯
- 「大江戸捜査網」 第315話「明日なき殺しの報酬」（1977年11月19日） - 稲葉主膳
- 「破れ奉行」第32話「さすらいの異人花」（テレビ朝日/中村プロダクション、1977年11月8日）：時津屋甚助
- 「遠山の金さん 第2部」第16話「命ぎりぎり夫婦花」（テレビ朝日/東映、1979年6月7日） -宗達